# European Symposium on Algorithms
Pour les articles homonymes, voir ESA.
La conférence European Symposium on Algorithms (abrégé en ESA) est une conférence scientifique dans le domaine de l’algorithmique. ESA a lieu annuellement depuis 1993, habituellement au début de l’automne, en alternance dans divers pays d'Europe.

## Organisation

### Conférences ALGO
Depuis 2001 ESA se tient en même temps que d'autres conférences d'algorithmique ou de workshop, et fait partie d'un ensemble de colloques appelé ALGO. Cet ensemble constitue le plus important événement européen dédié aux algorithmes, et accueille plusieurs centaines de participants.

### Historique
Le premier colloque ESA a eu lieu en 1993. Depuis 2002, ESA comprend le Workshop on Algorithms Engineering (WAE). L'objectif de la conférence est maintenant de couvrir à la fois les aspects théorique et pratiques de la recherche en algorithmique, y compris en informatique et en mathématiques discrètes.

### Structure
ESA est formé de deux parties (des « tracks ») avec leurs comités de programme propres : le track A sur la conception et analyse des algorithmes et le track B sur l'ingénierie et applications. Pour l'ensemble, environ 70 communications sont acceptées.
Le groupe de conférences ALGO inclut, en plus de ESA, les colloques suivantes :
- ALGOCLOUD — International Workshop on Algorithmic Aspects of Cloud Computing
- ALGOSENSORS — International Symposium on Algorithms and Experiments for Wireless Sensor Networks
- ATMOS — Workshop on Algorithmic Approaches for Transportation Modelling, Optimization, and Systems (qui s'appelait un temps Workshop on Algorithmic Methods and Models for Optimization of Railways, hébergé par ICALP en 2001–2002.
- IPEC — International Symposium on Parameterized and Exact Computation
- MASSIVE — Workshop on Massive Data Algorithmics
- WAOA — Workshop on Approximation and Online Algorithms

De plus, WABI, le Workshop on Algorithms in Bioinformatics, a fait partie d'ALGO en 2001–2006 et 2008 ;  ATMOS était hébergé par International Colloquium on Automata, Languages and Programming (ICALP) en 2001–2002.

## Sélection et actes
Les articles sont sélectionnés par les pairs, et les présentations retenues sont publiées dans les actes. En 2016, un total de 282 soumissions ont été enregistrées, dont 230 pour le track A (Conception et analyse des algorithmes) et 52 pour le track B (Ingénierie et applications). Avec l'aide de 470 rapporteurs, un total de 1040 rapports ont été écrits, et un total de 76 communications ont été retenues, 63 pour le track A et 13 pour le track B, ce qui revient à un taux d'acceptation d'environ 27 %.
Comme d'usage, des conférenciers invités délivrent des conférences plénières. Un Best-Student-Paper Award est décerné. Un Test-of-Time Award est récompense un article accepté à ESA une vingtaine d'années plus tôt.
Depuis 2016, les actes du colloque sont publiés par le Leibniz-Zentrum für Informatik dans la collection Leibniz International Proceedings in Informatics (LIPcs) ; auparavant ils étaient publiés par Springer dans la série LNCS,.
C'est à l'occasion d'IPEC, que le prix IPEC Nerode est remis.

## Colloques précédents
- 1993 – Bad Honnef, Allemagne
- 1994 – Utrecht, Pays-Bas
- 1995 – Corfou, Grèce
- 1996 – Barcelone, Espagne
- 1997 – Graz, Autriche
- 1998 – Venise, Italie
- 1999 – Prague, République tchèque
- 2000 – Sarrebruck, Allemagne
- 2001 – Aarhus, Danemark
- 2002 – Rome, Italie
- 2003 – Budapest, Hongrie
- 2004 – Bergen, Norvège
- 2005 – Palma de Majorque, Espagne
- 2006 – Zurich, Suisse
- 2007 – Eilat, Israël
- 2008 – Karlsruhe, Allemagne
- 2009 – Copenhague, Danemark
- 2010 – Liverpool, Royaume Uni
- 2011 – Sarrebruck, Allemagne
- 2012 – Ljubljana, Slovénie
- 2013 - Sophia Antipolis, France
- 2014 - Wrocław, Pologne
- 2015 - Patras, Grèce
- 2016 - Aarhus, Danemark

## Article lié
- Liste des principales conférences d'informatique théorique